# グランド・モスケ・ド・パリ
グランド・モスケ・ド・パリ （Grande Mosquée de Paris）は、フランスにあるモスク。ヒスパノ・ムーア様式（fr）で、付属するミナレットの高さは33mである。パリ5区、ジャルダン・デ・プラント地区、ジョルジュ・デスプラ通りに位置する。1926年7月15日、シ・カドゥール・ベンガブリット（fr）によって創設された。グランド・モスケは、イスラム教とイスラム教徒の可視性にとって象徴的な、重要な場所である。
グランド・モスケ・ド・パリへは、パリメトロ7号線のプラース・モンジュ駅、ダンシエ＝ドーバントン駅からアクセスできるだけでなく、RATPバス（fr）のバス路線からも利用できる。

## 歴史

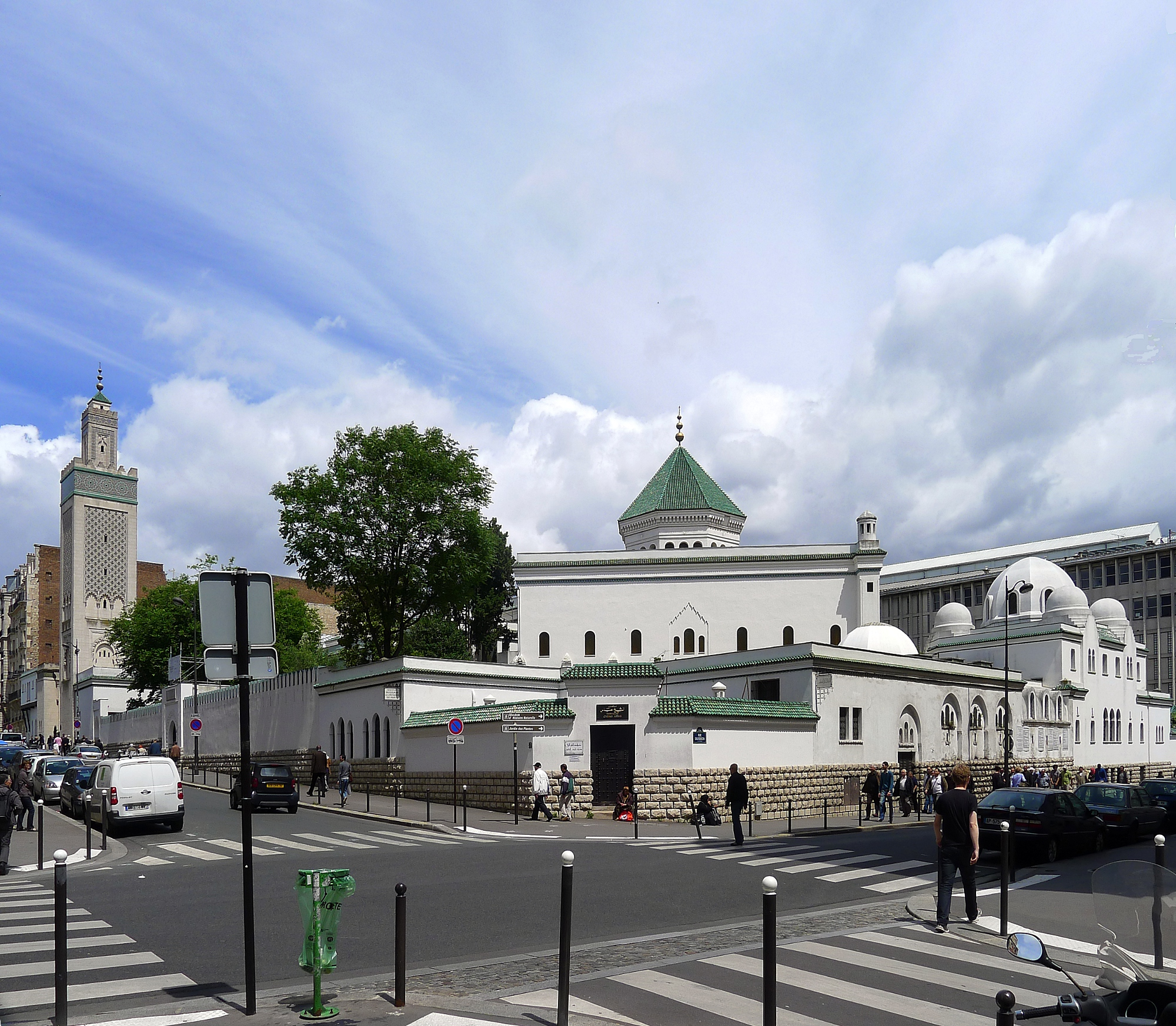
通りから見たグランド・モスケ

### 起源
グランド・モスケの歴史は、フランスの植民地政策と関係がある。
グランド・モスケ建設最初の起草は、「1842年のボージョン地区において、そして1878年から1885年まで同様の理由としてモロッコ大使館において再燃した」と証言されている。
1846年、ソシエテ・オリアンタルが「パリへ、そしてマルセイユへ、墓、モスク、そしてイスラムの神学校を」という建設計画を提案した。「慈善的な理由、そして政治的な理由が付け足された（アルジェリア征服と講和）が、むしろ宗教的な理由であった。なぜならばイスラム教は、ユダヤ教よりもカトリック教会に近いとみなされていたからである。」
外務省と議論した司法省と宗教省が消極的であったため、10年間計画は停滞した。
パリ駐在のオスマン帝国大使館は、1856年11月29日の県条例を背景に、イスラム教徒の埋葬用に、パリ東墓地の第85号区画を予約した。パリ東墓地はのちペール・ラシェーズ墓地と呼ばれるようになる。区画は800平方メートルほどだった。そこに、遺体安置所と、祈りを捧げるための「モスク」と呼ばれるものが建てられた。この建物はパリ地域で最初に建てられたモスクであったが、9世紀にフランス南部からイスラム教徒が駆逐されて以来の、西欧初のモスクではない。西欧初のモスクは長いこと、マルセイユの「トルコ人墓地」の内部にあった（フランス革命中に破壊されてしまっている）。
初期の墓地には、フランス国内で亡くなったトルコ人が埋葬されていた。1883年には狭くなって、ほとんど使用されなくなっていた。建物は荒廃の危機に陥った。オスマン帝国政府は、復興と拡張のための資金調達を決めた。1914年、建設計画が提案された。ドームのある、イスラム風の広い建物を建てると決められた。第一次世界大戦が、この計画の現実化を妨げた。1923年、イスラム問題省庁間委員会は、ペール・ラシェーズ墓地のイスラム教徒墓地事業について議論した。委員会は、パリ植物園地区にイスラムの施設が建てられて以降、このネクロポリス内にモスクを建設するのは無益であると結論づけた。

### 建設

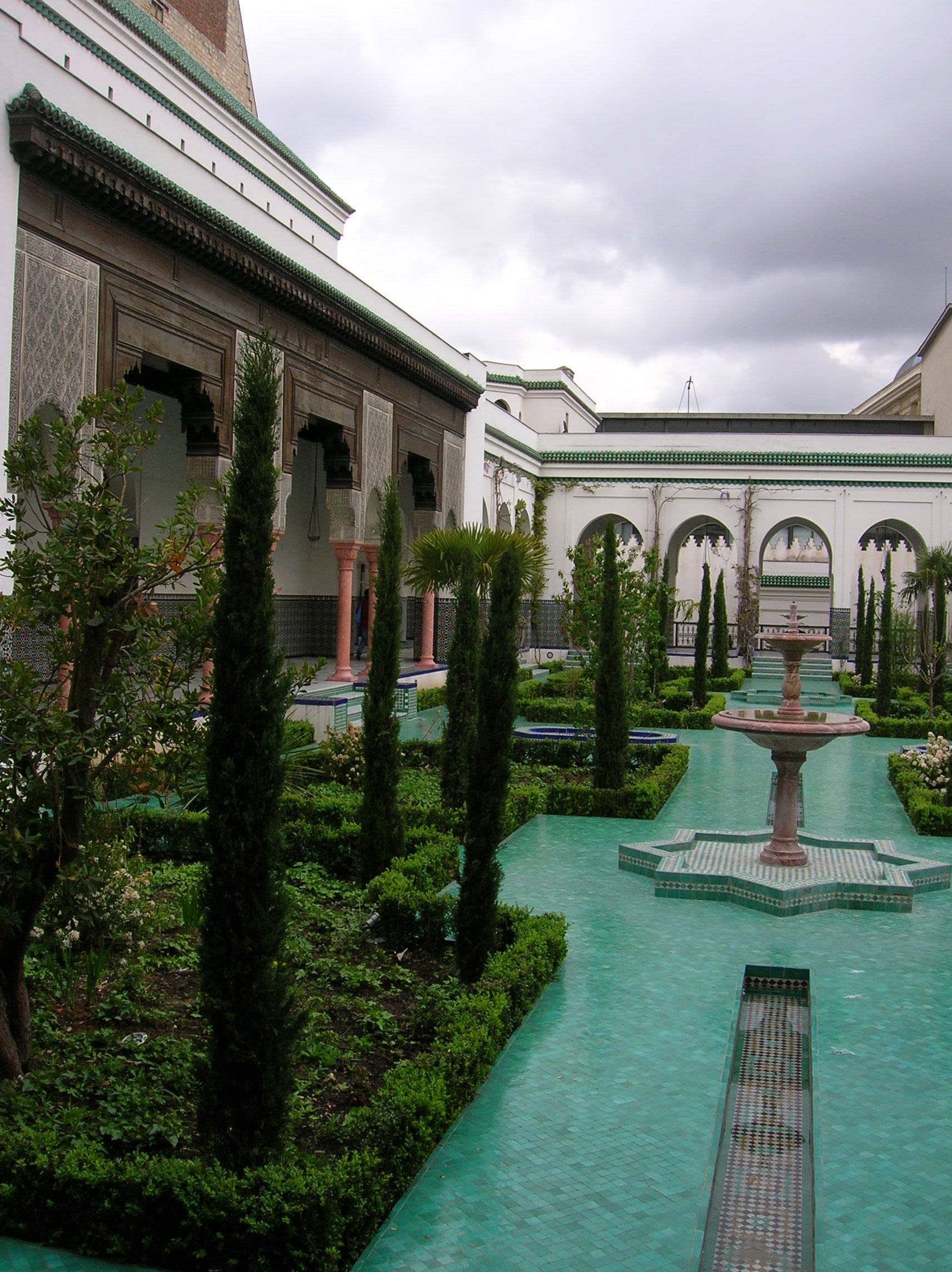
内部にあるパティオとアンダルシア風庭園

フランス・メトロポリテーヌ初のモスク、パリのモスク建設を決定させたのは、第一次世界大戦でフランスのために戦って戦死した7万人ものイスラム教徒兵士たちを称えるためである。この決定は特にヴェルダンの戦いの後、1917年にモスク建設を目的にハブース協会ができてから現実味を帯びた。
フランスから資金援助を受けて（1920年8月19日の法律によって、50万フランが、モスク、図書館、学習室、会議室を含めたイスラム研究所建設のため融資された）、かつてあったピティエ病院の敷地内、パリ植物園に隣接して、モスクが建設されることとなった。最初の石は1922年に置かれた。
1926年7月16日、大統領ガストン・ドゥメルグとモロッコのスルタン、ムーレイ・ユセフ（fr、のちのモロッコ王ムハンマド5世の父）出席のもと、モスクの落成式が行われた。その後有名になるドゥメルグは、ヨーロッパの戦場においてフランスとイスラムの友情が血の中に密封され、共和国は全ての宗教を保護していると発言した 。落成式の前日、アルジェリア愛国者メッサリ・ハジ（fr）は北アフリカの星協会の最初の会合を開き、この「広告モスク」を批判した。
フェズにあるカラウィン・モスク（fr、モロッコ最大のモスクの1つ。世界最古のモスクの1つでもある）に触発され、モスク全体の装飾と特にタイル装飾は、伝統的な資材を用いて北アフリカ出身の熟練した職人の手で行われた。付属のミナレットは、チュニスのザイトゥナ・モスクのミナレットに触発され、33mの高さがあった。
モスクの正面玄関は、典型的なイスラム様式である花のモチーフで飾られた。モスクの面積は7500平方メートルになり、祈りの部屋、マドラサ、図書館、会議室、3500平方メートル以上のアラビア庭園を持ち、レストラン、喫茶室、ハンマームと小売店を併設している。
グランド・モスケ・ド・パリは1000人が収容でき、女性も入ることが可能である。そして障がいのある人も入れる沐浴の部屋がある。1983年12月9日、グランド・モスケ・ド・パリとイスラム・センターは、歴史的建造物として登録された。建物はまた、『20世紀の遺産』ラベル（fr）を受けた。

### 第二次世界大戦

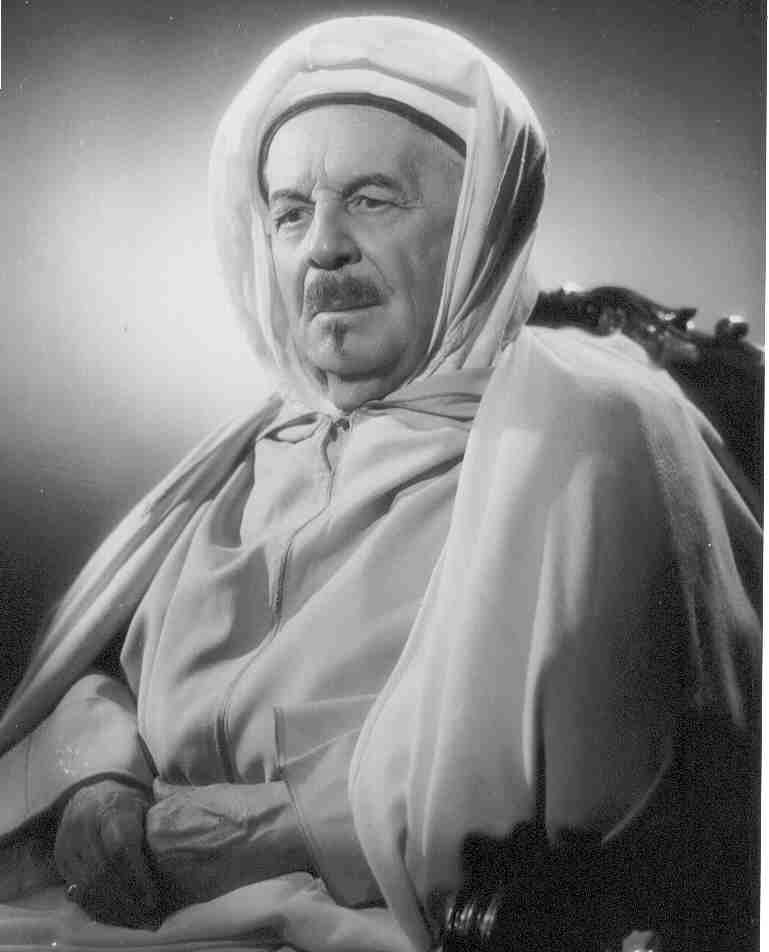
ベンガブリット

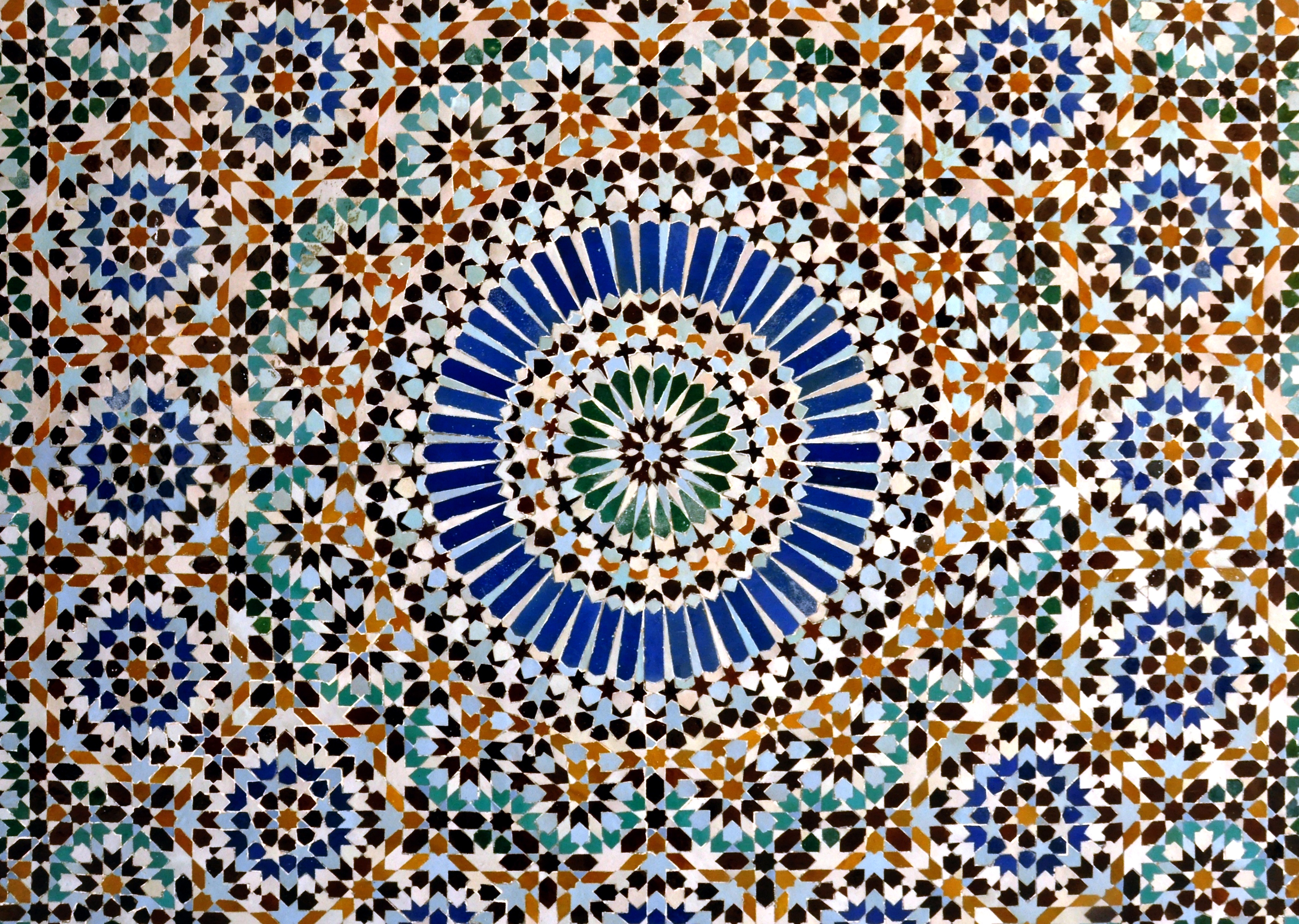
精巧なモザイク

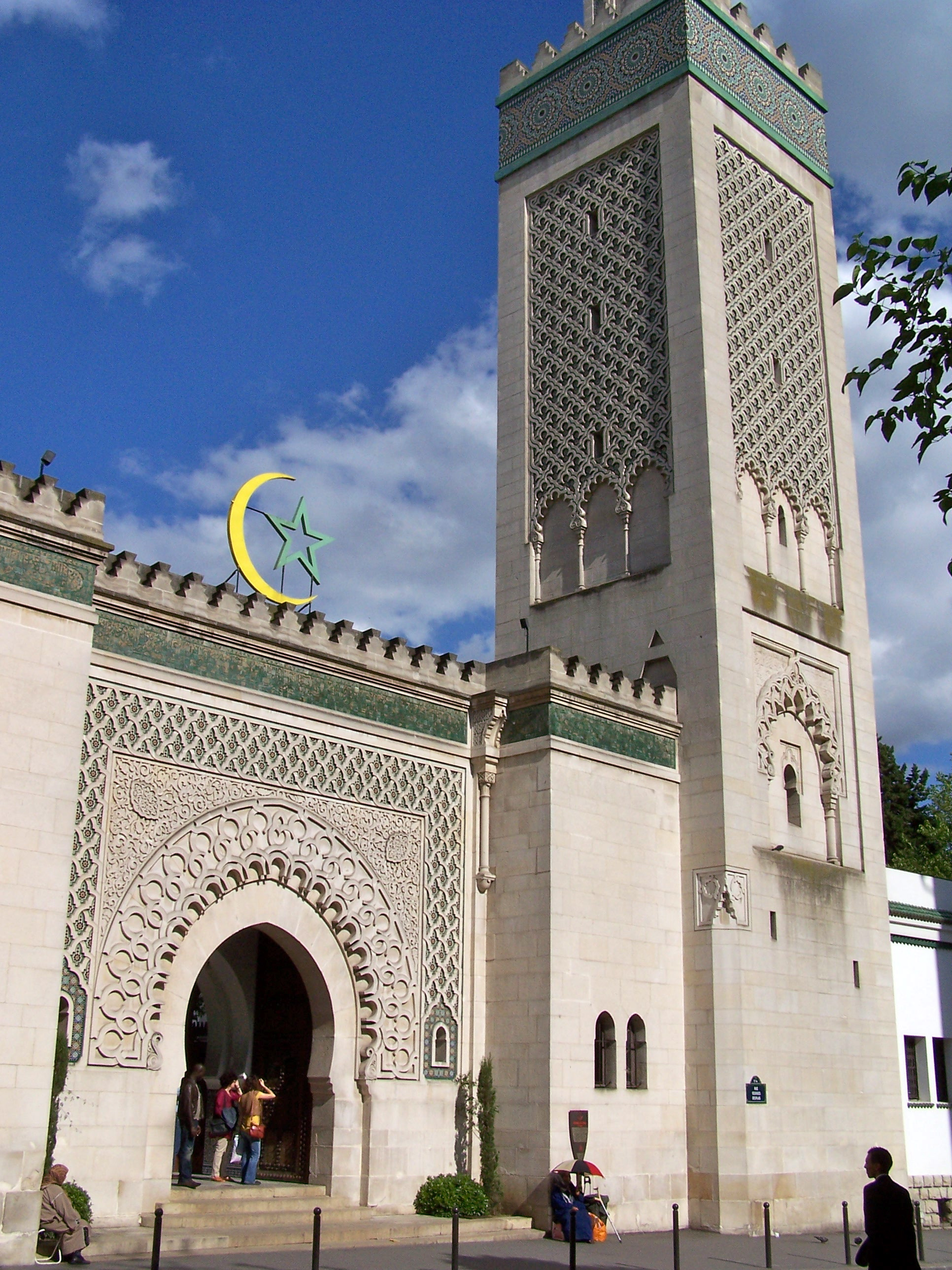
ジョルジュ・デスプラ通りに面した正面玄関

フランス3で放送されたドキュメンタリー番組において、デリ・ベルカニは、第二次世界大戦中およびナチス・ドイツ占領下のフランスにおいて、グランド・モスケ・ド・パリは国内で暮らすイスラム教徒のレジスタンス運動の場であったと伝えている。フラン＝ティルール・エ・パルティザン（fr、FTP、フランス共産党系のレジスタンス組織）に属するアルジェリア人は、イギリスの空挺部隊の救出と保護、そして避難場所を見つけるよう指令を受けていた。地下倉庫の上に立つグランド・モスケは、隠密にビエーヴル川（セーヌ川支流）にたどり着くことが可能だった。FTPは後に、ユダヤ人家族からやその友人の依頼で、ユダヤ人家族の支援を行うようになり、彼らをモスケの地下に伴った。マグレブ諸国へ向かうため地中海を渡ったり、自由地帯に向かったりすることを期待して、彼らは身分証明書が届くのを待った。アスリーヌ医師は、グランド・モスケ・ド・パリに提供する1人1枚の食券を1600枚記録していた。これは、モスケを探して避難してくるユダヤ人のため、モスケに提供されていたものだった ·  · 。
この期間中、グランド・モスケ・ド・パリで匿われたユダヤ人の人数は、作家によって異なる。平和建設協会の長アニー・ポール・デルチャンスキーは、「ベルカニのドキュメンタリー中で証明されているように、アルベール・アスリーヌ医師によって、1600人の命が救われた。」と述べている。これに反して、フランス内務省で宗教担当責任者だったアラン・ボワイエは、「500人に近い人数だ。」と発言している。
1942年から1944年にグランド・モスケ・ド・パリで命を救われたユダヤ人を証人として呼び、2005年4月3日、ヤド・ヴァシェムはグランド・モスケ・ド・パリの導師であった、100人のユダヤ人を救ったであろうシ・カドゥール・ベンガブリットの子孫にメダルを授与した。救われたユダヤ人には歌手サリム・イラリ（fr）も含まれていた。ユダヤ人のイラリは、モスクの運営スタッフによってイスラム教徒の認識カードを与えられていたのである。これによってイラリは逮捕と強制送還から逃れることができた。フランス追放ユダヤ人子女協会の会長セルジュ・クラルスフェルトは、1500人のユダヤ人が救われたという説には懐疑的である。彼は「当協会の2500人の会員は、上記のグランド・モスケ・ド・パリの話を聞いたことがない。」と述べた。しかしクラルスフェルトは、平和建設協会が積極的に「目撃者に呼びかけ、働きかけをする」試みだと考えている。
詳しくは『パリのモスク―ユダヤ人を助けたイスラム教徒』（彩流社）が参考になる(文献参照）。
モロッコ系フランス人の映像作家イスマエル・フェルーキは、タハール・ラヒムとマイケル・ロンズデール主演の長編映画「レ・ゾム・リーブル」（Les Hommes libres）で、大戦中のイスラム教徒レジスタンスの今まで語られなかった物語を描いている · 。この作品は、歴史家ミシェル・ルナール、ダニエル・ルフーヴルによって、内容があまり厳密でないとして批判されている。

### 現在
現在のグランド・モスケ・ド・パリは、フランス国内にあるモスクの母モスクとなっている。グランド・モスケ・ド・パリは、イマームが説教を行う部屋や、コーランを読む場所、イスラムの実践である祈りと瞑想の場所を除いて、観光のために金曜日以外は一年中開放されている。グランド・モスケ内の見学はイスラム教徒は無料だが、非イスラム教徒は有料である。しかし、イスラム教徒のグランド・モスケ見学者は、ザカートとして浄財をするよう求められている。
モスクの中には、マグレブ料理のレストラン、喫茶店（ミント・ティーやお菓子を提供）、ハンマーム（男女混合でなく、時間ごとに男女入れ替え制で入る）、伝統的なアラビア工芸品の店が併設され、これらも一年中開いている。

## 文献
- fr:Alain Boyer (préf. de Philippe Decraene), L'Institut musulman de la Mosquée de Paris, Paris, édition du fr:Centre des hautes études sur l’Afrique et l’Asie modernes (CHEAM), coll. « Notes africaines, asiatiques et caraïbes », 1992 ISBN 2-903-182-34-5
- fr:Mohammed Arkoun (dir.) (préf. de fr:Jacques Le Goff, Histoire de l’islam et des musulmans en France du Moyen Âge à nos jours, Paris, Albin Michel, 2006 ISBN 2-226-17503-2
- fr:Claude Liauzu (dir.), Dictionnaire de la colonisation française, Paris, éd Larousse, coll. « À présent », 2007 ISBN 978-2-03-583343-3
- カレン・グレイ・ルエル , デボラ・ダーランド・デセイ 著　『パリのモスク ― ユダヤ人を助けたイスラム教徒』 池田真里 訳、彩流社、2010年。